# Gymnogryllus novaeguineae
Gymnogryllus novaeguineae is een rechtvleugelig insect uit de familie krekels (Gryllidae). De wetenschappelijke naam van deze soort is voor het eerst geldig gepubliceerd in 1937 door Lucien Chopard.